# Otepää (gemeente)
Otepää (Estisch: Otepää vald) is een gemeente in de Estlandse provincie Valgamaa. De gemeente telde 6.342 inwoners op 1 januari 2024 en heeft een oppervlakte van 520,21 vierkante kilometer.
De hoofdplaats is Otepää. Deze plaats heette tot november 1922 Nuustaku (in de tsarentijd Нустаго); de oude Duitse naam is Odenpäh.
In 2017 is de gemeente uitgebreid met:
- de gemeente Sangaste;
- zeven plaatsen uit de gemeente Palupera;
- twaalf plaatsen uit de gemeente Puka.

Het meer Pühajärv ligt in Otepää. Door de gemeente loopt de spoorlijn Tartu - Valga. Puka, Mägiste en Keeni hebben een station aan de lijn. Het station Sangaste ligt in Tsirguliina in de gemeente Valga.

## Plaatsen
De gemeente telt:
- één stad (Estisch: linn): Otepää;
- twee plaatsen met de status van vlek (Estisch: alevik): Puka en Sangaste;
- 52 plaatsen met de status van dorp (Estisch: küla): Ädu, Arula, Ilmjärve, Kääriku, Kähri, Kassiratta, Kastolatsi, Kaurutootsi, Keeni, Kibena, Koigu, Kolli, Komsi, Kuigatsi, Kurevere, Lauküla, Lossiküla, Lutike, Mäeküla, Mägestiku, Mägiste, Mäha, Makita, Märdi, Meegaste, Miti, Neeruti, Nõuni, Nüpli, Otepää küla, Päidla, Pedajamäe, Pilkuse, Plika, Põru, Prange, Pringi, Pühajärve, Räbi, Raudsepa, Restu, Risttee, Ruuna, Sarapuu, Sihva, Tiidu, Tõutsi, Truuta, Vaalu, Vaardi, Vana-Otepää en Vidrike.

## Foto's

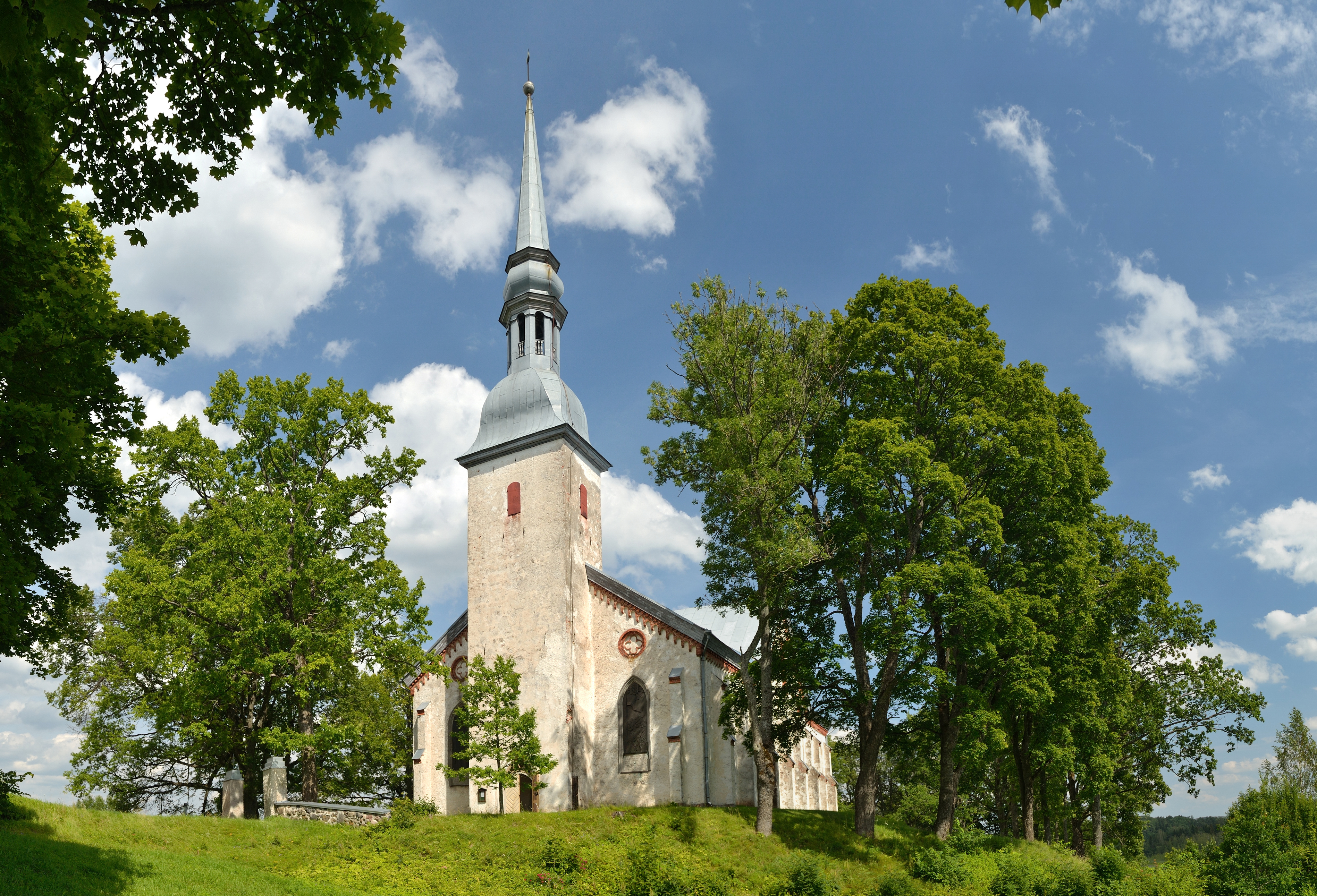
De kerk van Otepää
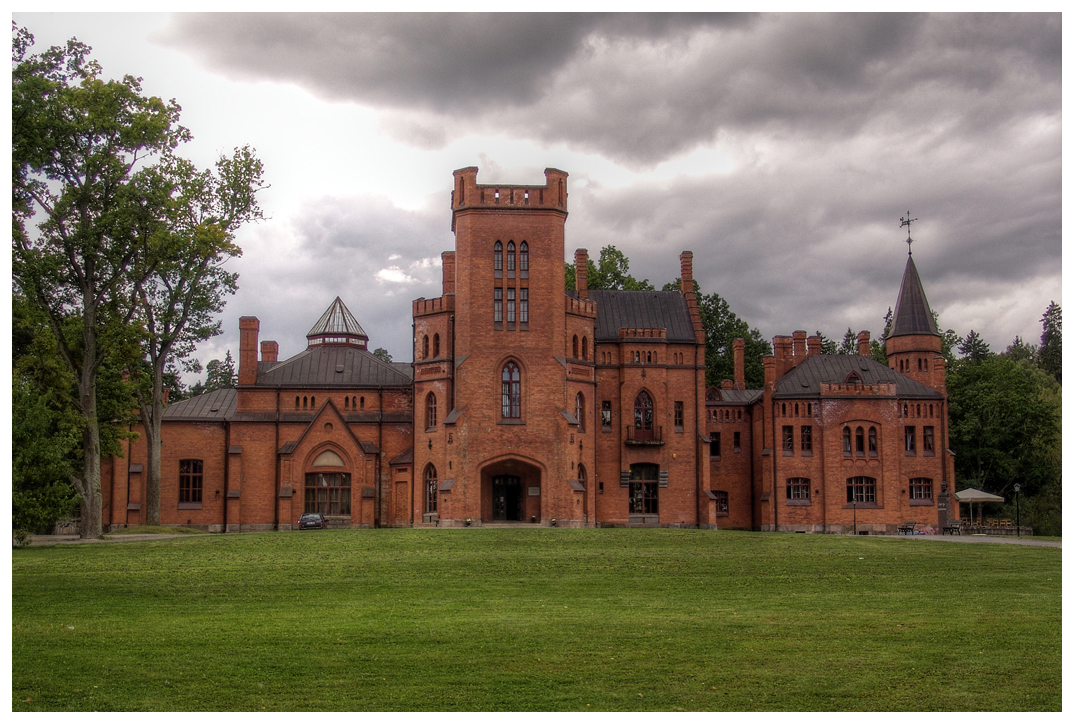
Het kasteel van Sangaste in Lossiküla
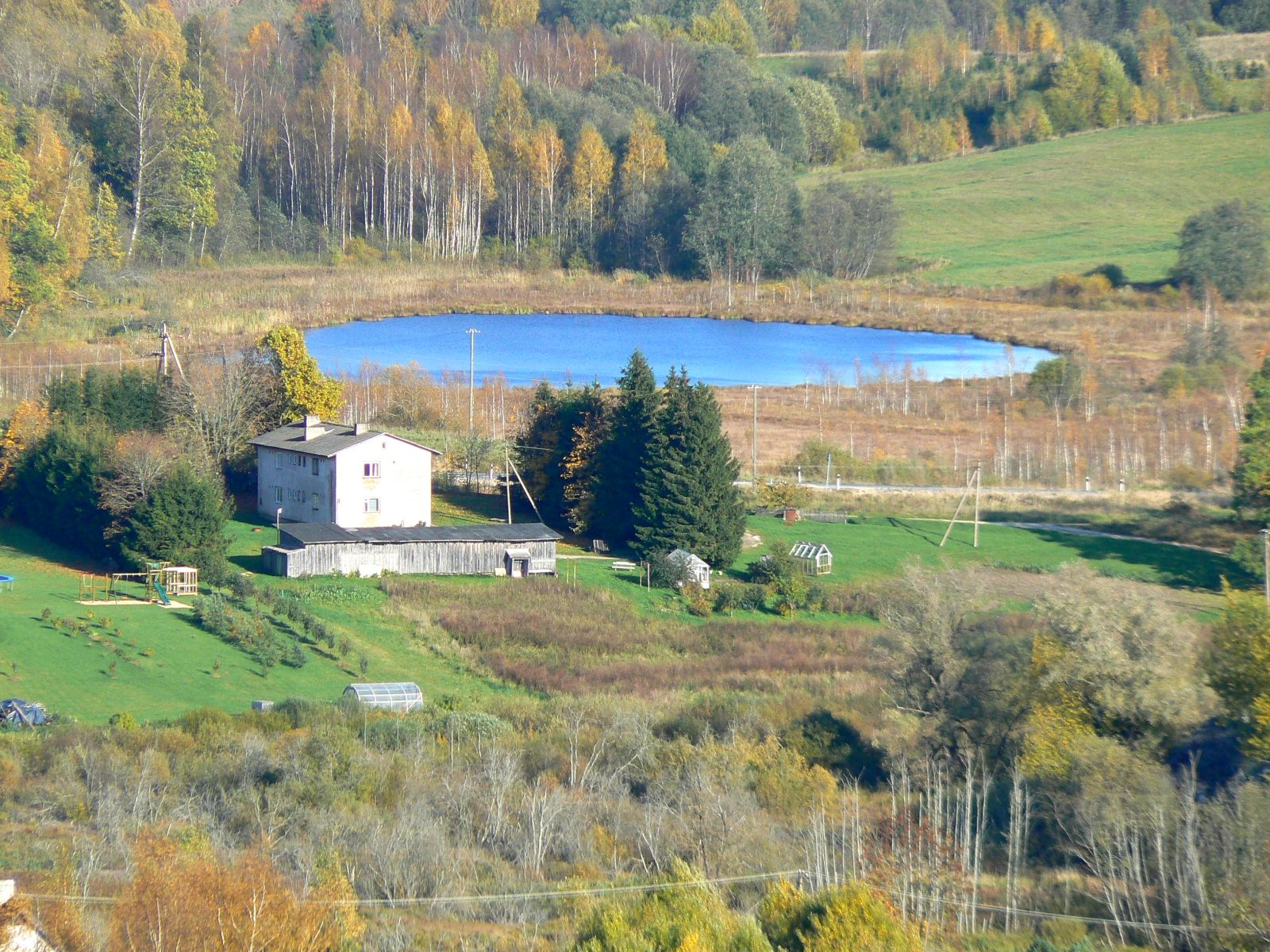
Het meer Trepimäe järv